# Radonjić (Đakovica)
Pour les articles homonymes, voir Radonjić.
Radoniq en albanais et Radonjić en serbe latin (en serbe cyrillique : Радоњић) est une localité du Kosovo située dans la commune/municipalité de Gjakovë/Đakovica, district de Gjakovë/Đakovica (Kosovo) ou de Pejë/Peć (Serbie). Selon le recensement kosovar de 2011, elle ne compte plus aucun habitant.

## Démographie

### Évolution historique de la population dans la localité
| 1948 | 1953 | 1961 | 1971 | 1981 | 1991 | 2011 |
| ---- | ---- | ---- | ---- | ---- | ---- | ---- |
| 409  | 455  | 465  | 495  | 283  | 101  | 0    |

|  |